# Schock (1955)
Schock (Alternativtitel: Das Quatermass-Experiment, Originaltitel: The Quatermass Xperiment, US-Titel: The Creeping Unknown) ist ein in Schwarzweiß gedrehter britischer Science-Fiction-Horrorfilm aus dem Jahr 1955. Regie bei der Produktion der Filmgesellschaft Hammer führte Val Guest. Schock basiert auf der Fernsehserie Quatermass und ist der erste Teil einer Filmtrilogie, gefolgt von Feinde aus dem Nichts (1957) und Das grüne Blut der Dämonen (1967).
Prof. Bernard Quatermass arbeitet bei der britischen Raumfahrtbehörde. Als das Raumschiff, das er konstruiert hat, zur Erde zurückkehrt, befindet sich nur einer der ursprünglich drei Astronauten an Bord. Bald geht mit dem Überlebenden eine seltsame Veränderung vor.

## Handlung
Ein britisches Raumschiff muss in Berkshire notlanden. Professor Quatermass und seine Kollegen von der britischen Raumfahrtbehörde finden den Astronauten Carroon im Schockzustand vor, von seinen Kollegen aber nur die leeren Raumanzüge. In den Anzügen befinden sich Reste einer gallertartigen Masse.
Im Labor stellt sich heraus, dass die Substanz in den Anzügen menschliches Gewebe ist. Die Auswertung der Filme der an Bord befindlichen Überwachungskamera führt zu dem Schluss, dass eine außerirdische Lebensform an Bord des Schiffes gelangt und für das Verschwinden der beiden Besatzungsmitglieder verantwortlich ist.
Währenddessen verändert sich Carroon, der ebenfalls zur Untersuchung in Quatermass’ Labor gebracht wurde. Seine Haut zerfällt, und sein Arm schwillt auf monströse Weise an. Nach seiner Einweisung in ein Krankenhaus lässt ihn seine Frau, die glaubt, Quatermass benutze ihren Mann als Versuchskaninchen, von einem angeheuerten Helfer befreien. Dabei kommt der Helfer ums Leben, denn Carroon hat begonnen, pflanzliches und menschliches Leben um sich herum zu absorbieren. Als seine Frau sieht, dass sein Arm die Form eines Kaktus angenommen hat, den er zuvor absorbierte, erleidet sie einen Schock; Carroon flüchtet. Auf seiner Flucht tötet er einen Ladenbesitzer und Dutzende Tiere in einem Zoo.
Die Polizei startet eine fieberhafte Suche nach Carroon, denn die Wissenschaftler haben herausgefunden, dass das Wesen, welches von ihm Besitz ergriffen hat, in Kürze so weit ist, sich mittels Sporen zu vermehren. Schließlich wird Carroon bzw. die außerirdische Lebensform in der Westminster Abbey entdeckt, von der gerade eine Livesendung übertragen wird. Das krakenähnliche Wesen kann mit einem Starkstromschlag vernichtet werden. Trotz dieses Rückschlags will Quatermass sein Raumfahrtprojekt vorantreiben.

## Hintergrund
Schock beruht auf der sechsteiligen BBC-Fernsehserie The Quatermass Experiment (1953) von Nigel Kneale. Der erste Teil der Serie, The Quatermass Experiment, ist nur teilweise aufgezeichnet worden. Große Teile wurden live gespielt. Das Resultat wurde dann während der Liveübertragung von einem Fernsehmonitor abgefilmt. Die Fernsehserie war im England der 1950er Jahre ein Straßenfeger und zugleich die erste britische SF-Fernsehserie überhaupt.
Schock startete am 28. September 1955 in den britischen und am 11. Mai 1956 in den deutschen Kinos.
In der deutschen Kino-Synchronisation hat man Quatermass den Namen Brown gegeben. Eine Fernsehfassung aus den 1980er Jahren war neu synchronisiert.
2005 wurde das Remake The Quatermass Experiment live gesendet und dabei mit moderner Technik aufgezeichnet.

## Kritiken
Während der Filmbeobachter zeitnah zum deutschen Kinostart meinte, „nur die Ausgeburt einer unmenschlichen Fantasie kann soviel Ekelhaftes zusammenkonstruieren“, urteilte das Lexikon des internationalen Films später: „Reizvoll-triviales Science-Fiction-Abenteuer; während der Film zunächst als „barbarische Abwegigkeit“ abgelehnt wurde, gilt er – wie die ganze Serie – inzwischen als fantasiereiche Unterhaltung mit hervorragender Kameraarbeit.“
Der Schriftsteller Stephen King verglich den Film Event Horizon – Am Rande des Universums von 1997 und vor allem dessen Atmosphäre mit Schock.

## Veröffentlichungen
Schock ist international auf DVD erhältlich, ebenso die Filmmusik von James Bernard, die wiederholt auf Kompilationen veröffentlicht wurde.